# سلست اینگ
سِلِست اینگ (انگلیسی: Celeste Ng؛ زادهٔ ۳۰ ژوئیهٔ ۱۹۸۰) رمان‌نویس، نویسنده داستان کوتاه اهل ایالات متحده آمریکا است. نخستین رمان اینگ تحت نام تمام آن‌چه که هرگز به تو نگفتم بود که در ۲۶ ژوئن ۲۰۱۴ منتشر شد و توانست جایزه بهترین کتاب سال آمازون را از آن خود کند. از دیگر آثار وی می‌توان به رمان آتش‌های کوچک در همه جا اشاره کرد.

## زندگی‌نامه
سلست اینگ در ۳۰ ژوئیه سال ۱۹۸۰ و در پیتسبرگ پنسیلوانیا به دنیا آمد. پدرش که در سال ۲۰۰۴ درگذشت، فیزیکدانی بود که در ناسا و مرکز تحقیقاتی گلن مشغول به فعالیت بود. مادرش هم شیمیدانی بود که در دانشگاه ایالتی کلیولند تدریس می‌کرد. خانواده‌اش در اواخر دهه ۱۹۶۰ میلادی از هنگ کنگ به آمریکا مهاجرت کردند.
زمانی که ده ساله بود به همراه والدین و خواهرش به شیکرهایتس در اوهایو نقل مکان کرد. پس از اتمام دوره دبیرستان، اینگ تحصیلات خود را در دانشگاه هاروارد و در رشته زبان انگلیسی ادامه داد. علاوه بر این، او در رشته نوبسندگی خلاق دانشگاه میشیگان نیز تحصیل کرده‌است. در دانشگاه میشیگان، او توانست با نوشتن داستان کوتاهی، برندهٔ جایزه‌ای معروف به جایزهٔ هوپ‌وود شود.
او هم‌اکنون به همراه همسر و پسرش، ساکن کمبریج ماساچوست است.

## آثار
- تمام آن‌چه که هرگز به تو نگفتم (۲۰۱۴)

- همه‌جا آتش‌های خُرد (۲۰۱۷)